# Крутий Яр (Херсонський район)
Крути́й Яр — село в Україні, у Чорнобаївській сільській громаді Херсонського району Херсонської області. Населення становить 201 особа.

## Населення
Згідно з переписом УРСР 1989 року чисельність наявного населення села становила 180 осіб, з яких 76 чоловіків та 104 жінки.
За переписом населення України 2001 року в селі мешкала 201 особа.

### Мовний склад
Рідна мова населення за даними перепису 2001 року:
| Мова       | Чисельність, осіб | Доля     |
| ---------- | ----------------- | -------- |
| Українська | 189               | 94,03 %  |
| Російська  | 11                | 5,47 %   |
| Інше       | 1                 | 0,50 %   |
| Разом      | 201               | 100,00 % |